# Тууре Боеліус
Тууре Боеліус (фін. Tuure Boelius; народився 1 січня 2001, Порі, Фінляндія) — фінський співак, актор і блогер.

## Кар'єра
У січні 2017 року Боеліус підписав контракт із Kaiku Entertainment, у серпні випустив перший сингл «Eikö sua hävetä»
Виконавець ролей у кількох виставах у Театрі Порі і в Міському театрі Турку.
Восени 2018 року Боеліус зайняв третє місце у фінських Dancing with the Stars (Танці з зірками).

## Біографія
У листопаді 2016 року Боеліус опублікував відео на своєму каналі YouTube, у якому заявив, що є геєм. У лютому 2017 року його було обрано Гомосексуалом року QX Gay Gaala.

## Синґли
- Eikö sua hävetä (2017)
- Oh Boe (2017)
- Lätkäjätkä-Ville (2018)
- Naiivi (2018)
- Vihaan rakastaa sua (2019)